# FK Dnjepr Mahiljow
FK Dnjepr Mahiljow (Wit-Russisch : ФК Днепр Магілёў) is een Wit-Russische voetbalclub uit Mahiljow.

## Geschiedenis
Ten tijde van de Sovjet-Unie stond de club bekend als Dnjepr Mogiljov. De club was in 1960 opgericht als Chimik, in 1963 hernoemd in Spartak en droeg sinds 1973 de naar Dnjepr. Na de onafhankelijkheid van Wit-Rusland was de club medeoprichter van de hoogste klasse en werd meteen vicekampioen achter Dinamo Minsk. Ook de volgende seizoenen deed de club het goed en eindigde bijna altijd in de top 5. Na het seizoen 1997 fuseerde Dnepr met Transmasj Mahiljow (in 1988 opgericht als Selmasj Mahiljow) dat voor het eerst in de hoogste klasse speelde dat seizoen en 14de werd op 16. De fusieclub werd meteen kampioen in 1998. Na een 4de plaats in 1999 ging het langzaam bergaf met de club. Na 4 opeenvolgende 9de plaatsen werd de club nog eens 6de in 2005. Voor het seizoen 2006 nam de club weer de naam Dnepr Mahiljow aan en kon zich maar net van degradatie redden. In 2011 degradeerde de club naar de Persjaja Liha. In 2012 werd de club kampioen en promoveerde weer terug. In 2015 degradeerde Dnepr wederom, maar kon ook nu de afwezigheid tot één seizoen beperken. In 2018 degradeerde de club andermaal. In het voorjaar van 2019 ging de club een fusie aan met Loetsj Minsk, nam de licentie op het hoogste niveau van Loetsj over en ging in Mahiljow verder als FK Dnjapro Mahiljow. Djnepr Mahiljow bleef zelfstandig actief als jeugdclub. Dnjapro degradeerde na één seizoen en hield op de bestaan, waarop Dnjepr opnieuw een team begon en in de Droehaja Liha van start ging. Daar kon de club meteen de titel veroveren en promoveerde naar de Persjaja Liha.

## Erelijst
- Vysjejsjaja Liga in 1998
- Beker van Wit-Rusland finalist in 1992
- Persjaja Liha: 1996 (Transmasj), 2012

## Dnepr in Europa
#Q = #kwalificatieronde, #R = #ronde, T/U = Thuis/Uit, W = Wedstrijd, PUC = punten UEFA coëfficiënten .
Uitslagen vanuit gezichtspunt FK Dnepr
| Seizoen | Competitie       | Ronde        | Land                          | Club             | Totaalscore | 1e W    | 2e W    | PUC |
| ------- | ---------------- | ------------ | ----------------------------- | ---------------- | ----------- | ------- | ------- | --- |
| 1995    | Intertoto Cup    | Groep 8      | Vlag van Servië en Montenegro | FK Becej         | 2-1         | 2-1 (T) |         | 0.0 |
|         |                  | Groep 8      | Vlag van Polen                | Pogon Szczecin   | 3-3         | 3-3 (U) |         | 0.0 |
|         |                  | Groep 8      | Vlag van Frankrijk            | AS Cannes        | 2-2         | 2-2 (T) |         | 0.0 |
|         |                  | Groep 8 (3e) | Vlag van Roemenië             | Farul Constanta  | 0-2         | 0-2 (U) |         | 0.0 |
| 1998    | Intertoto Cup    | 1R           | Vlag van Hongarije            | Debreceni VSC    | 2-10        | 2-4 (T) | 0-6 (U) | 0.0 |
| 1999/00 | Champions League | 2Q           | Vlag van Zweden               | AIK Fotboll      | 0-3         | 0-1 (T) | 0-2 (U) | 0.0 |
| 2000    | Intertoto Cup    | 1R           | Vlag van Denemarken           | Silkeborg IF     | 4-2         | 2-1 (T) | 2-1 (U) | 0.0 |
|         |                  | 2R           | Vlag van Tsjechië             | FK Chmel Blsany  | 2-8         | 2-6 (U) | 0-2 (T) | 0.0 |
| 2010/11 | Europa League    | 1Q           | Vlag van Albanië              | KF Laçi          | 8-2         | 1-1 (U) | 7-1 (T) | 4.5 |
|         |                  | 2Q           | Vlag van Noorwegen            | Stabæk Fotball   | 3-3 u       | 2-2 (U) | 1-1 (T) | 4.5 |
|         |                  | 3Q           | Vlag van Tsjechië             | FC Baník Ostrava | 3-1         | 1-0 (T) | 2-1 (U) | 4.5 |
|         |                  | 4Q           | Vlag van Spanje               | Villarreal CF    | 1-7         | 0-5 (U) | 1-2 (T) | 4.5 |

Totaal aantal punten voor UEFA coëfficiënten: 4.5